# 靈能洞
靈能洞（Psychro Cave）是位在今日希臘克里特島東部拉西錫治區內拉西錫高原（Lasithi Plateau）上古代米諾斯宗教信仰的神聖洞穴。而靈能傳說則與位在狄克提山（Mount Dikti）的狄克忒洞穴（Diktaean Cave；希臘文拉丁轉寫： Diktaion Antron）密切相關，因為此處是被公認成宙斯誕生地之一。其他傳說則認定伊達山（Mount Ida）上的伊達洞府（Idaean Cave；Ἰδαῖον Ἄντρον）才是宙斯誕生地。根據赫西俄德《神譜》（477-484 （页面存档备份，存于））所述，瑞亞在呂克托斯（Lyctus or Lyttos；希臘語: Λύκτος or Λύττος）生下宙斯並將祂藏在埃該翁山（Mount Aegaeon）的洞中，以此躲避克洛諾斯對其子女之迫害。自十九世紀晚期以來，現代靈能村（Village of Psychro）上方的狄克忒洞穴被推定是宙斯洞府，然而亦有其他洞穴被認為是宙斯洞府，比如說：位在佩索法斯山（Mount Petsofas）帕萊卡斯楚城鎮上方的洞穴。

## 地理位置
靈能村（The village of Psychro，35°09′54″N 25°27′04″E / 35.165°N 25.451°E）海拔1,025米。在今日希臘拉西錫州轄區，狄克忒洞穴是該村莊著名景點。

## 神話傳說
狄克忒洞（The Dictaean Cave）在希臘神話中是相當著名的，因為阿玛尔忒娅曾經在這裡用山羊奶哺育嬰兒時期的宙斯。考古學上也證實該遺址長期被作為宗教崇拜場所。阿玛尔忒娅是宙斯的保母，受瑞亞的委託在這裡秘密撫養宙斯。